# Point Hennequin
Der Point Hennequin (französisch Pointe Hennequin) ist eine Landspitze an der Südküste von King George Island im Archipel der Südlichen Shetlandinseln. Sie liegt am Ostufer der Admiralty Bay und bildet die östliche Begrenzung der Einfahrt zum Martel und zum Mackellar Inlet.
Die Benennung erfolgte durch Teilnehmer der Fünften Französischen Antarktisexpedition (1908–1910) unter der Leitung des Polarforschers Jean-Baptiste Charcot, welche 1909 Vermessungen der Admiralty Bay vornahmen. Namensgeber ist der belgische Geologe Néoclès Charles Auguste Émile Hennequin (1838–1902), Mitglied der Société Royale Belge de Géographie. Wissenschaftler der britischen Discovery Investigations überführten die französische Benennung in den 1920er Jahren ins Englische.